# 一関運動公園野球場
一関運動公園野球場（いちのせきうんどうこうえん・やきゅうじょう）は、岩手県一関市の一関運動公園内にある野球場。一関市が運営管理している。

## 歴史
1987年から各種スポーツ施設を有する運動公園として整備が始まった一関運動公園内にあり、野球場は1992年6月竣工。同年以降、高校野球などアマチュア野球公式戦が行われている。

## 施設概要
- 両翼：97.5m、中堅：122m
- 内野：クレー舗装、外野：天然芝
- 収容人員：約10,000人（内野：ベンチ・天然芝、外野：天然芝）
- スコアボード：LED付磁気反転式（選手名表示なし、守備位置のみ数字で表示）
- 照明設備：照明塔6基

## 交通
- 一ノ関駅から徒歩約20分、タクシーで約5分